# Vella Lavella
Vella Lavella é uma ilha da Província Ocidental das Ilhas Salomão, perto de Nova Geórgia. É a ilha mais ocidental do seu grupo. Perto dela fica a pequena ilha de Mbava. Tem uma área de 640 km² e o seu ponto mais alto tem altitude de 793 metros.
Está situada a sul do estreito de Nova Geórgia. A leste da ilha fica o golfo de Vella e as ilhas de Kolombangara e Gizo, da qual está separada pelo estreito de Gizo. A sul fica  ailha de Ranongga e o mar de Salomão. A oeste fica o oceano.
As águas que rodeiam a ilha foram durante a Segunda Guerra Mundial o local da batalha naval de Vella Lavella. A ilha serviu de base aos VMA-214, liderados por Gregory "Pappy" Boyington.

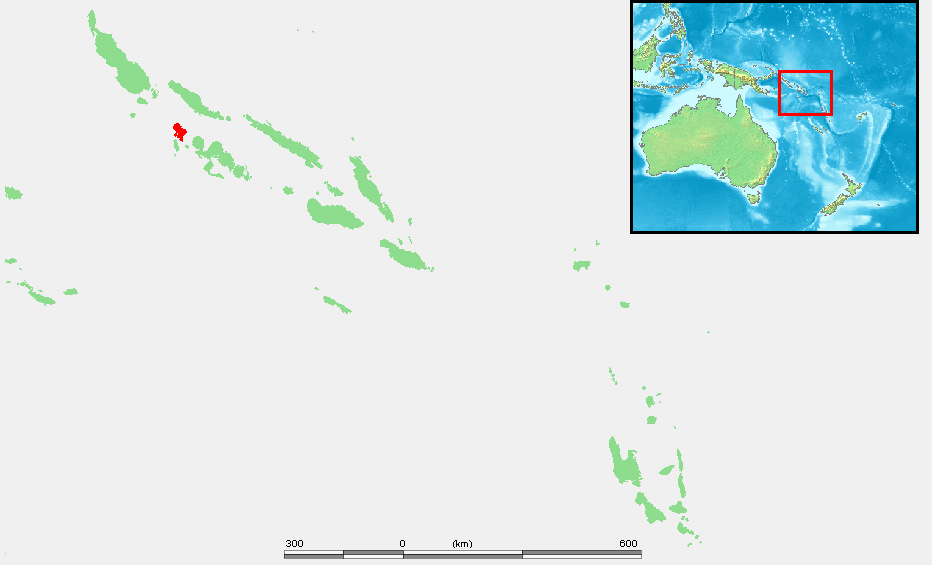
Localização da ilha Vella Lavellla.